# Bueña
Bueña (aragónul Buenya) település Spanyolországban, Teruel tartományban. Bueña Aguatón, Singra, Villafranca del Campo, Monreal del Campo, Rubielos de la Cérida és Argente községekkel határos. Lakosainak száma 55 fő (2024).

## Népesség
A település népessége az utóbbi években az alábbiak szerint változott:
| Lakosok száma | 99   | 79   | 71   | 71   | 63   | 62   | 57   | 50   | 51   | 55   |
|               | 2001 | 2004 | 2007 | 2009 | 2012 | 2014 | 2017 | 2019 | 2022 | 2024 |